# 상교정본자비도량참법 권9~10 (보물 제1252호)
상교정본자비도량참법 권9~10(詳校正本慈悲道場懺法 卷九~十)은 전라남도 장흥군 보림사에 있는 조선시대의 목판본 불경이다. 1997년 6월 12일 대한민국의 보물 제1252호로 지정되었다.

## 개요
자비도량참법은 경전을 읽으면서 죄를 참회하는 불교의식집을 말하며, 이를 수행하면 영험을 받을 수 있어 죄가 없어지고 복이 생긴다고 한다. 나아가 죽은 사람의 영혼을 구제하여 극락으로 인도함으로써 고통으로부터 벗어나려는 공덕 기원의 뜻을 담고 있다.
이 책은『자비도량참법』이 후대로 내려오면서 착오가 생기고 잘못 전해지자 여러 고승들이 다시 바르게 교정한 것으로, 10권 가운데 권 제9와 10이다. 나무에 새겨 찍어낸 목판본으로 2권이 한 책으로 되어 있다. 세종 29년(1447)에 김구덕의 아들과 명빈 설월헌인(雪月軒人) 등이 태종, 원경왕후, 소헌왕후 그리고 부모의 명복을 빌기 위해 새긴 것을 세조 8년(1462)에 간경도감(刊經都監:세조 7년(1461) 불경을 한글로 풀이하여 간행하기 위해 설치한 기구)에서 다시 찍어 낸 것이다.
이 책은 이와 유사한 판본의 간행연도 추정에 도움이 될 뿐만 아니라 조선초 불교의식 연구와 간경도감의 성격 연구에도 도움이 되는 귀중한 자료이다.

## 같이 보기
- 상교정본자비도량참법

## 참고 자료
- 상교정본자비도량참법 권9~10 - 국가유산청 국가유산포털